# Kaprosz
Kaprosz (Capros aper) – gatunek ryby morskiej z rodziny kaproszowatych (Caproidae), jedyny przedstawiciel rodzaju Capros. Biologia tego gatunku jest słabo poznana.

## Występowanie
Północny Atlantyk od zachodnioafrykańskiego wybrzeża, przez Wyspy Kanaryjskie, Maderę i Wyspy Azorskie do zachodniej Irlandii i kanału La Manche. Czasami podchodzi na północ do Wysp Szetlandzkich, zachodniej Norwegii i Skagerraku. W Morzu Śródziemnym głównie w zachodnich rejonach.
Przebywa zazwyczaj ponad skalistym podłożem na głębokości 50–400 m. Osobniki spotykane czasami w przybrzeżnych wodach są prawdopodobnie wynoszone na powierzchnię razem ze wstępującymi prądami wody. Jego biologia jest prawie nieznana.

## Cechy morfologiczne
Osiąga do 16 cm długości. Wysokie, bocznie ścieśnione ciało okryte małymi, grzebykowatymi łuskami. Głowa długa z bardzo dużymi oczami i wklęsłym, górnym profilem. Długi pysk zakończony jest szerokim, skośnie skierowanym ku górze otworem gębowym, o wysuwalnych daleko do przodu szczękach. Pierwsza płetwa grzbietowa z 9 długimi, silnymi kolcami, druga z 23 promieniami miękkimi. W płetwie odbytowej 3 kolce i 23 promienie miękkie. Płetwa piersiowa z jednym, silnym kolcem. Brak kostnych wyrostków wzdłuż podstawy płetwy grzbietowej i odbytowej. Ubarwienie czerwone do brązowoczerwonego, niejednokrotnie z żółtymi, poprzecznymi pręgami.

## Odżywianie
Drobne bezkręgowce.